# Canton de Pauillac
Le canton de Pauillac est une ancienne division administrative française située dans le département de la Gironde et la région Aquitaine. Au redécoupage cantonal de 2014, l'ancien canton de Pauillac est inclus en totalité dans le nouveau canton de Nord-Médoc (29 communes).

## Géographie
Ce canton était organisé autour de Pauillac dans l'arrondissement de Lesparre-Médoc. Son altitude variait de 0 m (Pauillac) à 35 m (Vertheuil).

## Composition
Le canton de Pauillac regroupait sept communes et comptait 12 388 habitants (population municipale) au 1er janvier 2010.
| Nom                      | Code Insee | Intercommunalité            | Superficie (km2) | Population (dernière pop. légale) | Densité (hab./km2) |
| ------------------------ | ---------- | --------------------------- | ---------------- | --------------------------------- | ------------------ |
| Cissac-Médoc             | 33125      | CC Médoc Cœur de Presqu'île | 23,62            | 1 997 (2014)                      | 85                 |
| Pauillac                 | 33314      | CC Médoc Cœur de Presqu'île | 22,74            | 4 924 (2014)                      | 217                |
| Saint-Estèphe            | 33395      | CC Médoc Cœur de Presqu'île | 23,54            | 1 642 (2014)                      | 70                 |
| Saint-Julien-Beychevelle | 33423      | CC Médoc Cœur de Presqu'île | 16,30            | 621 (2014)                        | 38                 |
| Saint-Sauveur            | 33471      | CC Médoc Cœur de Presqu'île | 21,89            | 1 309 (2014)                      | 60                 |
| Saint-Seurin-de-Cadourne | 33476      | CC Médoc Cœur de Presqu'île | 15,77            | 708 (2014)                        | 45                 |
| Vertheuil                | 33545      | CC Médoc Cœur de Presqu'île | 21,94            | 1 272 (2014)                      | 58                 |

## Démographie
| 1962   | 1968   | 1975   | 1982   | 1990   | 1999   | 2006   | 2011   | 2012   |
| ------ | ------ | ------ | ------ | ------ | ------ | ------ | ------ | ------ |
| 11 994 | 11 990 | 13 036 | 13 107 | 12 944 | 12 332 | 12 520 | 12 418 | 12 430 |

## Histoire
De 1833 à 1848, les cantons de Pauillac et de Saint-Laurent avaient le même conseiller général.

## Administration

### Conseillers généraux de 1833 à 2015
| Période | Période      | Identité                            | Étiquette                       | Qualité |
| ------- | ------------ | ----------------------------------- | ------------------------------- | --- |
| 1833    | 1839         | Pierre-François Guestier junior     | Majorité ministérielle          | Négociant en vins à Bordeaux Député (1834-1842) Pair de France                                                                |
| 1839    | 1863 (décès) | Pierre Castéja                      |                                 | Notaire, substitut du Procureur général de Bordeaux, propriétaire, maire de Bordeaux (1860-1863), conseiller d'arrondissement |
| 1863    | 1884 (décès) | Maurice Castéja (fils du précédent) | Droite                          | Propriétaire et notaire à Bordeaux                                                                                            |
| 1884    | 1912 (décès) | Eugène Castéja (fils du précédent)  | Droite "incolore"               | Notaire, magistrat Propriétaire                                                                                               |
| 1912    | 1919         | Jean Castéja (fils du précédent)    | Républicain Droite Progressiste | Propriétaire-viticulteur à Bordeaux                                                                                           |
| 1919    | 1925         | Antoine Teyssier                    | Rad.                            | Industriel, maire de Pauillac, député (1924-1928)                                                                             |
| 1925    | 1931         | Maurice Gorry                       | AD                              | Propriétaire, vétérinaire, maire de Saint-Estèphe, conseiller d'arrondissement                                                |
| 1931    | 1937         | Dominique Garby                     | Rad.ind.                        | Maire de Pauillac (1930-1938)                                                                                                 |
| 1937    | 1940         | Jean Odin                           | Rad.                            | Avocat Député (1928-1932) Sénateur (1933-1941)                                                                                |
|         |              |                                     |                                 | |
| 1943    | 1945         | Marcel Borie                        | ?                               | Négociant en vin Maire de Pauillac Nommé conseiller départemental en 1943                                                     |
|         |              |                                     |                                 | |
| 1945    | 1949         | Alban Duphil                        | SFIO                            | Électricien Conseiller municipal de Pauillac                                                                                  |
| 1949    | 1955         | Robert Ferrand                      | RPF puis DVD                    | Maire de Pauillac (1947-1952)                                                                                                 |
| 1955    | 1992         | André Cazes                         | DVD puis RPR                    | Assureur Maire de Pauillac (1952-1991)                                                                                        |
| 1992    | 1998         | Louis Sénillon                      | RPR                             | Chef d'entreprise Maire de Pauillac (1991-2001)                                                                               |
| 1998    | 2015         | Sébastien Hournau                   | PS                              | Conseiller en gestion Maire de Pauillac (2001-2014)                                                                           |

### Conseillers d'arrondissement (de 1833 à 1940)
Le canton de Pauillac avait trois conseillers d'arrondissement (sauf de 1926 à 1931).
| Période                                  | Période      | Identité                                                   | Étiquette | Qualité |
| ---------------------------------------- | ------------ | ---------------------------------------------------------- | --------- | --- |
| 1833                                     | 1836         | M. Bernard                                                 |           | Propriétaire, maire de Vertheuil                                                                               |
| 1833                                     | 1839         | Pierre Castéja (1789-1863)                                 |           | Substitut du Procureur général de Bordeaux                                                                     |
| 1833                                     | 1836         | M. Bonnore                                                 |           | |
| 1836                                     | 1847 (décès) | Pierre de Gérès Camarsac (1779-1847)                       |           | Propriétaire, Maitre des requêtes, maire de Saint-Sauveur                                                      |
| 1836                                     | 1839         | Jean Pierre Joseph Fabre de Rieunègre (1784-1853)          |           | Conseiller à la Cour royale de Bordeaux, agronome                                                              |
| 1839                                     | 1848         | M. de Chauvet                                              |           | Maire de Pauillac                                                                                              |
| 1839                                     | 1845         | Alphonse Adrien Robert Louvet de Paty du Rayet (1799-1872) |           | Juge au Tribunal civil de Bordeaux, propriétaire à Saint-Seurin-de-Cadourne                                    |
|                                          |              |                                                            |           | |
| 1861                                     | 1883 (décès) | Franck Phélan                                              |           | Propriétaire, maire de Saint-Estèphe                                                                           |
| 1874                                     | 1904         | Gabriel de Las Cases (1836-1916)                           | Royaliste | Ancien officier de cavalerie, propriétaire du château de Léoville à Saint-Julien-Beychevelle, maire de Peujard |
| 1886                                     | 1904         | Simon Merman (1829-1903)                                   | Royaliste | Expert en vins, négociant, propriétaire du château Marbuzet à Saint-Estèphe                                    |
| 1904                                     | 1934         | Édouard Pinot-Gratian                                      | Act.lib.  | Viticulteur à Pauillac                                                                                         |
| 1904                                     | 1919         | Jean-Lucien Raymond                                        | Act.lib.  | Propriétaire à Saint-Estèphe                                                                                   |
| 1919                                     | 1925         | Maurice Gorry                                              | AD        | Propriétaire, vétérinaire, maire de Saint-Estèphe                                                              |
| 1931                                     | 1940         | M. Seurin                                                  | Radical   | |
| 1934                                     | 1940         | M. Lafont-Léger                                            | Radical   | |
| 1940                                     |              |                                                            |           | Les conseils d'arrondissement ont été suspendus par la loi du 12 octobre 1940 et n'ont jamais été réactivés    |
| Les données manquantes sont à compléter. |              |                                                            |           | |